# Ventilago malaccensis
Ventilago malaccensis är en brakvedsväxtart som beskrevs av Henry Nicholas Ridley. Ventilago malaccensis ingår i släktet Ventilago och familjen brakvedsväxter. Inga underarter finns listade i Catalogue of Life.